# Sœurs de la doctrine chrétienne
Les Sœurs de la doctrine chrétienne sont une congrégation religieuse féminine enseignante de droit pontifical.

## Historique

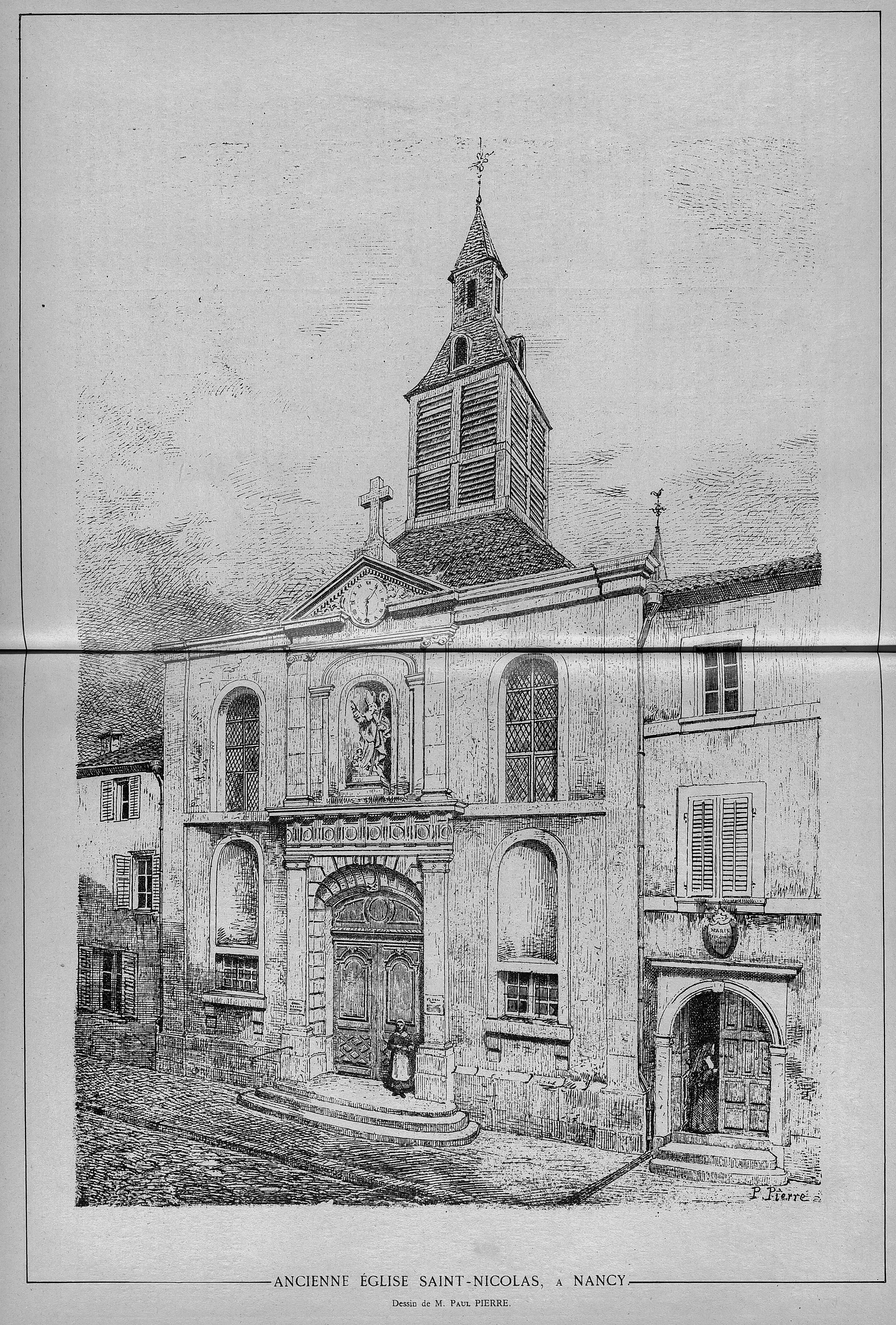
Ancienne église Saint-Nicolas à Nancy, illustration imprimée du Nancy artiste du 7 août 1887 représentant l'ancien couvent des capucins de Nancy.

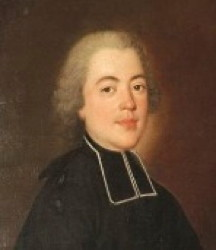
Portrait du chanoine Vatelot

En 1718, l'abbé Jean-Baptiste Vatelot (1688-1748), ouvre avec ses trois sœurs une école pour filles dans sa maison familiale à Bruley, près de Toul. D'autres femmes les rejoignent bientôt et commencent la direction des écoles rurales du diocèse. L'évêque de Toul, Henri-Pons de Thiard de Bissy ordonne à Vatelot d'établir un règlement. Selon les statuts établis par le prêtre, les enseignantes ne sont pas liées par des vœux, ni astreintes à la clôture religieuse, mais envoyées deux par deux dans des écoles paroissiales.
Le roi de France Louis XV approuve l'association en 1752 en tant que compagnie des Sœurs de la doctrine chrétienne. La congrégation est dissoute par la Révolution, puis approuvée par Napoléon le 28 prairial an IX (20 avril 1803) ; aussi elles reprennent l'habit religieux en 1804 et se regroupent dans l'ancien couvent des capucins de Nancy. En 1821, Pauline de Faillonnet est élue supérieure générale, elle fait construire un nouveau noviciat et une nouvelle chapelle et envoie des religieuses au Luxembourg, en Belgique - notamment à Beauraing - et en Algérie. Elle écrit des circulaires et divers ouvrages qui donnent de l'élan à l'institut, aidée par le Père Mougenot. Elle est considérée comme la seconde fondatrice des Sœurs de la doctrine chrétienne.
En France, toutes les écoles, ouvroirs, écoles ménagères, se trouvent dans les départements de l'Est, des Ardennes à la Lorraine, en passant par l'Alsace et les Vosges. Elles ont quelques implantations en Champagne et peu ailleurs. Elle obtiennent le décret de louange le 14 juillet 1886. À la suite des lois anticongrégationistes, elles sont expulsées de France et s'installent en Italie. L'institut est définitivement approuvés par le Saint-Siège le 12 mars 1929. Les Sœurs du Saint-Cœur de Beaune fusionnent avec elles en 1946.

## Fusion
- 1946 : Les Sœurs du Saint-Cœur de Beaune[2].

- 2000 : Les Sœurs de la Foi fondées à Nancy en 1855 par l'abbé Firmin Harmand (1811-1873) sous le nom de Sœurs des apprenties puis Sœurs des enfants abandonnées, dans le but de prendre soin des orphelines. La maison-mère et l'orphelinat de Nancy déménagent à Haroué pour devenir un orphelinat agricole. C'est ensuite l'abbé Léon Harmand (1841-1914), neveu du fondateur, qui gère l'œuvre[3]. La congrégation fusionne en 2000  avec la doctrine chrétienne de Nancy[4].

## Missionnaires assassinées
En 1964, au Congo-Kinshasa :
- Nelly Bach, Luxembourgeoise
- Julia Bauer, Luxembourgeoise
- Hilda Berens, Luxembourgeoise
- Hélène Henry, Française
- Élisabeth Huberty, Belge
- Marie Kaufman, Luxembourgeoise
- Madeleine Marion, Française

## Activités et diffusion
Les Sœurs de la doctrine chrétienne se consacrent principalement à l'enseignement.
Elles sont présentes en : 
- Europe : France, Belgique, Luxembourg, Italie.
- Afrique : Algérie, Côte d'Ivoire, République démocratique du Congo.
- Asie : Corée du Sud, Cambodge.
- Amérique : Chili.

En 2017, la congrégation comptait 399 sœurs dans 89 maisons.

### Œuvres
Leur numérisation est disponible sur base de documents intégralement numérisés (authentification requise) :
- Méthode familière pour les petites écoles, 1749 [1ère éd. 1739]
- Traité de la prononciation et de l’orthographe de la langue française, Tiré des meilleurs Auteurs, 1749 [1ère éd. 1739]
- Règlement pour les Sœurs de la Doctrine Chrétienne, dites Watelottes 1808 [1ère éd. 1750]
- Méditations chrétiennes à l’usage des Sœurs maîtresses d’école du diocèse de Toul ; Imprimées par ordre de Monseigneur, 1772.
- Méthode dédiée aux Sœurs de la Doctrine chrétienne, divisée en trois parties, contenant : Les vertus, les principaux devoirs des Sœurs institutrices et les moyens qu’elles doivent prendre pour bien instruire ; les exercices qui se font dans les écoles, et la manière de les bien faire ; enfin, les moyens d’établir et de maintenir l’ordre dans les écoles, Nancy, chez Haener, 1828
- Constitutions et directoire spirituel des Sœurs de la Doctrine Chrétienne suivis des principales vertus qu’elles doivent spécialement pratiquer, Nancy, Maison-Mère de la Doctrine chrétienne, 1844
- Entretiens familiers des Sœurs de la Doctrine chrétienne, 1849
- Sœur Joséphine Cloutier, Méditations sur la vie et les mystères de Notre Seigneur Jésus-Christ, 5 tomes, 1859-1860 [1ère éd. : ?] (D’autres éditions paraîtront encore en 1895 et en 1928.)